# Lacey (Washington)
Lacey je grad u američkoj saveznoj državi Washington. Prema popisu stanovništva iz 2010. u njemu je živjelo 42.393 stanovnika.